# Skrzynno (gmina)
Skrzynno (od 1953 Ostrówek) – dawna gmina wiejska istniejąca do 1953 roku w woj. łódzkim. Nazwa gminy pochodzi od wsi Skrzynno, lecz siedzibą gminy był Ostrówek.
W okresie międzywojennym gmina Skrzynno należała do powiatu wieluńskiego w woj. łódzkim. Po wojnie gmina zachowała przynależność administracyjną. Według stanu z dnia 1 lipca 1952 roku gmina składała się z 13 gromad: Bolków, Dymek, Janów, Milejów, Niemierzyn, Nietuszyna, Okalew, Ostrówek, Piskornik, Rudlice, Skrzynno, Wielgie i Wola Rudlicka.
21 września 1953 roku jednostka o nazwie gmina Skrzynno została zniesiona przez przemianowanie na gminę Ostrówek.